# Daniel Johnsson
Daniel Johnsson (* 29. Juni 1987) ist ein schwedischer Unihockeyspieler, der seit 2019 beim schweizerischen Nationalliga-A-Verein Grasshopper Club Zürich unter Vertrag steht.

## Karriere
Johnsson stammt aus dem Nachwuchs des Nykroppa IBK und kam über die Nachwuchsabteilung des Karlstad IBF zum FC Helsingborg.
Nach elf Jahren beim FC Helsingborg in der SSL wechselte Johnsson 2017 in die Schweiz zum SV Wiler-Ersigen. Sein auslaufender Vertrag bei Wiler-Ersigen wurde nach zwei Jahren nicht verlängert.
Nach zwei Jahren beim SVWE schloss sich Johnsson dem Grasshopper Club Zürich an. 2021 entschied sich der Grasshopper Club Zürich den Vertrag mit dem oft verletzten Schweden nicht zu verlängern. Daraufhin kehrte Johnsson zurück zum FC Helsingborg.